# The Great Escape (gra komputerowa)
The Great Escape – komputerowa gra akcji wyprodukowana przez brytyjskie studio Pivotal Games. Gra została wydana przez Eidos Interactive 23 lipca 2003 roku na platformy PC, PlayStation 2 i Xbox.
Gra została oparta na filmie Wielka ucieczka z 1963.

## Wydanie i odbiór
The Great Escape została wydana przez Eidos Interactive 23 lipca 2003 roku na platformy PC, PlayStation 2 i Xbox. 25 sierpnia została opublikowana strona internetowa gry. Gra została sprzedana w ponad pół milionie egzemplarzy i zajęła drugie miejsce na liście najlepiej sprzedających się gier w Wielkiej Brytanii.